# Ius inter gentium
Ius inter gentium (latín para: "Derecho entre las naciones"), también escrito como jus inter gentes, es el cuerpo de tratados, convenciones de la ONU, y otros acuerdos internacionales. Tiene su origen en el Derecho romano, y posteriormente se convirtió en una de las dos partes importantes del Derecho internacional público. La otra parte importante es el ius gentium (latín para: "Derecho de las naciones") mencionada en la Constitución de Estados Unidos en su Artículo I (sección 8, cláusula 10). El jus inter gentes, literalmente significa "la ley entre los pueblos".
El jus inter gentes, al igual que el ius gentium, es considerado como uno de los orígenes del Derecho internacional. Sin embargo, a pesar de su origen, este concepto no se asemeja al del ius gentium, puesto que el ius inter gentes incluye derechos humanos internacionalmente reconocidos.